# Конопляный марш

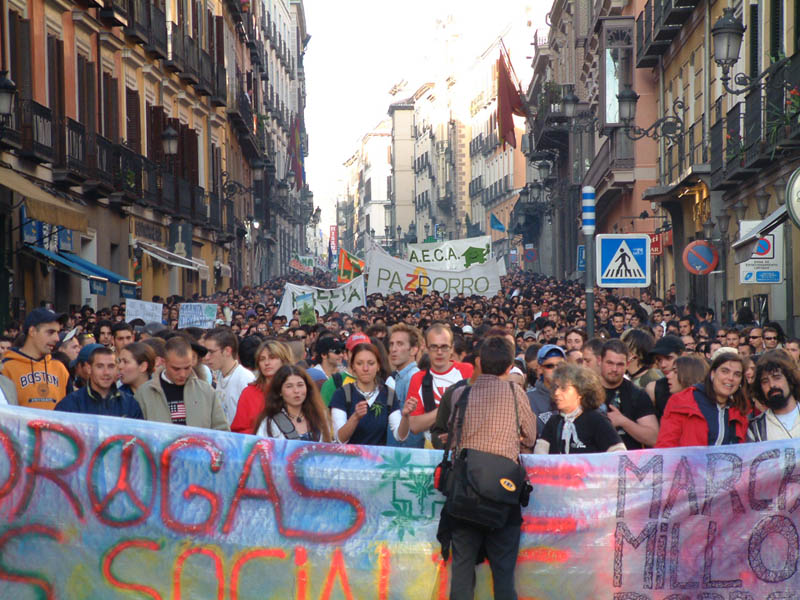
Конопляный марш 8 мая 2004 года, Испания, Мадрид.

Всемирный Конопляный Марш (Global Marijuana March, Million Marijuana March) — международная акция, которая проходит с 1999 года в разных городах и странах в первую субботу мая. Марш ежегодно проходит в более чем 600 разных городах.
Одними из основных организаторов с 1999 года выступает журнал Cannabis Culture и социальный и политический активист Ирвин Дана Бил.
Основными требованиями марширующих являются:
- прекращение лжи в отношении конопли и её производных;
- прекращение цензуры правдивой и независимой информации, связанной с коноплей;
- прекращение арестов потребителей конопли;
- разрешение медицинского использования конопли и производства из неё текстиля и бумаги.